# 广城乡
广城乡是中国陕西省安康市紫阳县下辖的一个乡。

## 行政区划
广城乡下辖以下行政区：
八庙村、朝阳村、万兴村、天桥村